# Titan Mare Explorer

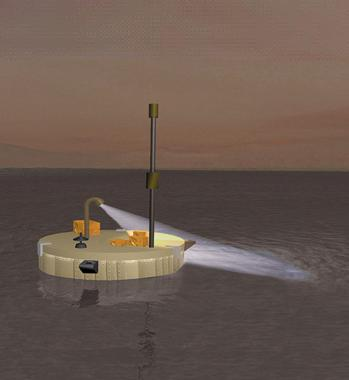
Апарат в одному з морів Титана

Titan Mare Explorer (TiME) — проєкт спускного апарата для дослідження метанових морів на супутнику Сатурна — Титані — моря Лігеї або моря Кракена. Розроблявся НАСА починаючи з 2009 року за програмою Discovery як малобюджетна місія ($425 млн).
Розробку припинили 2013 року.

## Проєктування
Концепцію дослідження вуглеводневих морів Титана за допомогою безпілотного підводного човна запропонував 2009 року Ральф Лоренц — співробітник лабораторії прикладної фізики й лабораторії супутників і планет Аризонського університету. Проєкт отримав назву Дослідник моря Титана і потрапив на розробку до відділу концептуальних інновацій НАСА. Загальне керівництво проєктом очолював провідний науковий фахівець НАСА Елен Стофан. Науковим керівником проєкту став автор концепції Ральф Лоренц.
У травні 2011 року НАСА виділила 3 млн. доларів на опрацювання концепції трьох проєктів: TiME, InSight (вивчення Марса) і Comet Chopper (вивчення еволюції комет). 21 серпня 2012 року для реалізації обрали проєкт InSight. Вибір на користь Insight представники НАСА пояснили відносно низькими фінансовими витратами, а також можливістю організувати її в коротші терміни.
Розробка TiME тривала до 2013 року, після чого роботи над програмою як самостійним проєктом остаточно припинили.
Існувала деяка ймовірність, що проєкт TiME могли включити до складу міжнародної дослідницької програми Titan Saturn System Mission.

## Можливий перебіг

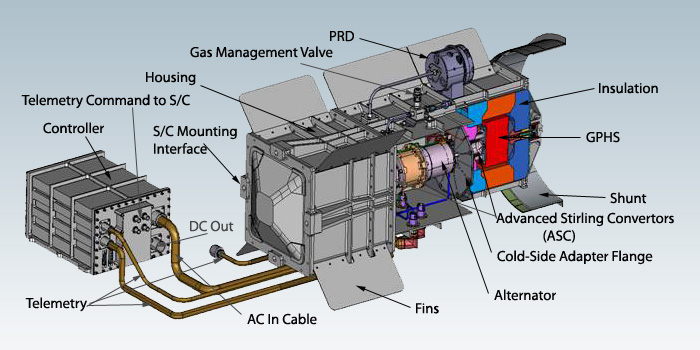
генератор ПРГС

Посадковий модуль мав відділитися від носія під час другого прольоту навколо Титана. Через туманну атмосферу супутника й велику відстань до Сонця, апарат не планувалося оснащувати сонячними батареями. Їх мав замінити радіоізотопний термоелектричний генератор Стірлінга (ПРГС). Спеціально створений дослідний зразок з величезним запасом енергії, яка повинна забезпечити живленням як цей посадковий зонд, так і майбутні космічні місії.
Модуль мав здійснити посадку в місцевість моря Лігеї — північне полярне море з рідких вуглеводнів в 79°N. Апарат мав спускатися на парашуті, подібно Гюйгенсу, у 2005 році. Через кілька годин він мав сісти на рідку поверхню. Основним завданням апарата мав стати пошук найпростіших форм життя протягом трьох—шести місяців.

## Схожі проєкти
Схожий проєкт із вивчення морів Титана — концептуальний зонд TALISE (англ. Titan Lake In-situ Sampling Propeller Explorer) — запропонували на Європейському планетарному науковому конгресі на початку жовтня 2012 року.
У 2019 р. почалася розробка місії Dragonfly, запуск якої очікувався близько 2027 року, а прибуття до Титана — у середині 2030-х років. До того часу побачити планету можна буде завдяки фільму « Дюна » Френка Герберта , схожу на вигадану планету Харконнена Гьоді Прайм.

## Див також
Dragonfly (космічний апарат)